# Elton-on-the-Hill
Elton-on-the-Hill är en civil parish i Storbritannien.   Den ligger i grevskapet Nottinghamshire och riksdelen England, i den sydöstra delen av landet, 170 km norr om huvudstaden London.